# Am I a Girl?
Am I a Girl? — второй студийный альбом американской певицы и YouTube-персоны Поппи. Он был выпущен 31 октября 2018 года на её собственном лейбле I’m Poppy и Mad Decent. Тур Am I a Girl? Tour проходил на протяжении конца 2018 и начала 2019 года.
Перед его выпуском Поппи описала альбом как имеющий влияние французского vaporwave и Кейт Буш. Наряду с Дипло, в него также вошли совместные работы с Фернандо Гарибаем и Граймс.

## Синглы
Песня «In a Minute» была выпущена в качестве первого сингла альбома 27 июля 2018 года. 10 августа состоялась премьера клипа, а также релиз второго сингла «Time Is Up» с участием Дипло.
12 октября 2018 года Поппи выпустила «Fashion After All» в качестве третьего сингла альбома, а 19 октября последовал четвёртый сингл «Hard Feelings». «X» был выпущен в качестве пятого сингла альбома 25 октября 2018 года. Музыкальное видео на «X» было выпущено 5 ноября 2018 года.
30 октября 2018 года песня «Play Destroy» с участием канадской певицы Граймс была выпущена ранее на YouTube-канале Поппи за несколько часов до выхода альбома во всем мире. Этот трек получил внимание критиков за смешение поп-музыки и хеви-метала. Маура Джонстон из Rolling Stone описала переход альбома к металлической музыке во второй его половине как удовлетворительную «критику ментальной борьбы, которую приходится вести, чтобы выжить в 2018 году», а Поппи назвала этот жанр «Поппиметал».

### Промо-синглы
Альбом пополнился двумя промо-синглами, которые не вошли в альбом: кавер-версией песни Гэри Ньюмана «Metal», о которой Поппи заявила в своём твите, что её не будет в альбоме, и «Immature Couture», спродюсированной Фернандо Гарибаем и выпущенной в качестве неожиданного сингла на SoundCloud после объявления о переносе североамериканского этапа её тура Am I A Girl? Tour.

## Отзывы критиков
| Оценки критиков | Оценки критиков |
| Источник        | Оценка          |
| --------------- | --------------- |
| AllMusic        | [ 19 ]          |
| Highsnobiety    | 3.0/5           |

Am I a Girl? получил неоднозначные отзывы от музыкальных критиков. Highsnobiety описал Поппи как «интригующую, если не полностью харизматичную» и нашёл, что альбом «достаточно приятная клубная пластинка, но она не добавляет ничего нового в обсуждение». AllMusic отметил чувство юмора Поппи, проявляющееся во время записи, и заметил, что хотя «он не такой сплочённый, как Poppy.Computer, Am I a Girl? определённо не чёрствый, и ему удаётся расширить звучание и идентичность Поппи настолько, что поклонники продолжают слушать и гадать».

## Список композиций
Сведения взяты из Tidal.
| №                   | Название                            | Автор(ы)                                                                     | Продюсер(ы)                           | Длительность |
| ------------------- | ----------------------------------- | ---------------------------------------------------------------------------- | ------------------------------------- | ------------ |
| 1.                  | «In a Minute»                       | Кейт Нэш Саймон Уилкокс en:Сэр Нолан Морайа Роуз Перейра                     | Рёсукэ "Dr. R" Сакаи                  | 2:53         |
| 2.                  | «Fashion After All»                 | Томми Инглиш Кори Микстер Перейра                                            | Wax Motif                             | 3:23         |
| 3.                  | «Iconic»                            | Уилкокс Микстер Перейра                                                      | Фернандо Гарибай Рамиро Падилла DNNYD | 2:52         |
| 4.                  | «Chic Chick»                        | Уилкокс Микстер Инглиш Перейра                                               | Вон Оливер                            | 2:54         |
| 5.                  | «Interlude 1»                       | Перейра                                                                      | Сакаи                                 | 0:47         |
| 6.                  | «Time Is Up» (при участии Дипло)    | Инглиш Микстер Оливер Томас Уэсли Пенц Томас Хэлслут Уилкокс Альваро Перейра | Пенц Альваро Хэлслут Оливер           | 3:29         |
| 7.                  | «Aristocrat» (featuring Гарибай)    | Микстер Уилкокс Гарибай Р. Падилья Дэниел Падилья Перейра                    | Гарибай Падилла DNNYD                 | 3:21         |
| 8.                  | «Hard Feelings»                     | Микстер Перейра Гарибай Р. Падилья Д. Падилья Крис Грейтти Уилкокс           | Гарибай Падилла DNNYD                 | 3:39         |
| 9.                  | «Girls in Bikinis»                  | Уилклкс Микстер Перейра                                                      | Оливер                                | 2:25         |
| 10.                 | «The Rapture Ball»                  | Микстер Уилклкс Инглиш Перейра Пенц                                          | Aryay                                 | 3:00         |
| 11.                 | «Interlude 2»                       | Перейра                                                                      | Сакаи                                 | 1:06         |
| 12.                 | «Am I a Girl?»                      | Уилклкс Микстер Перейра                                                      | Микстер Закк Цервини                  | 3:37         |
| 13.                 | «Play Destroy» (при участии Граймс) | Клэр Буше Authentic Songwriter Грейтти Перейра                               | Грейтти Буше                          | 3:05         |
| 14.                 | «X»                                 | Цервини Грейтти Микстер Перейра                                              | Грейтти Цервини                       | 2:54         |
| Общая длительность: | Общая длительность:                 | Общая длительность:                                                          | Общая длительность:                   | 39:28        |

Примечание
«Interlude 1» и «Interlude 2» обозначены символом «+» в версиях альбома на физических носителях.